# チンバッソ

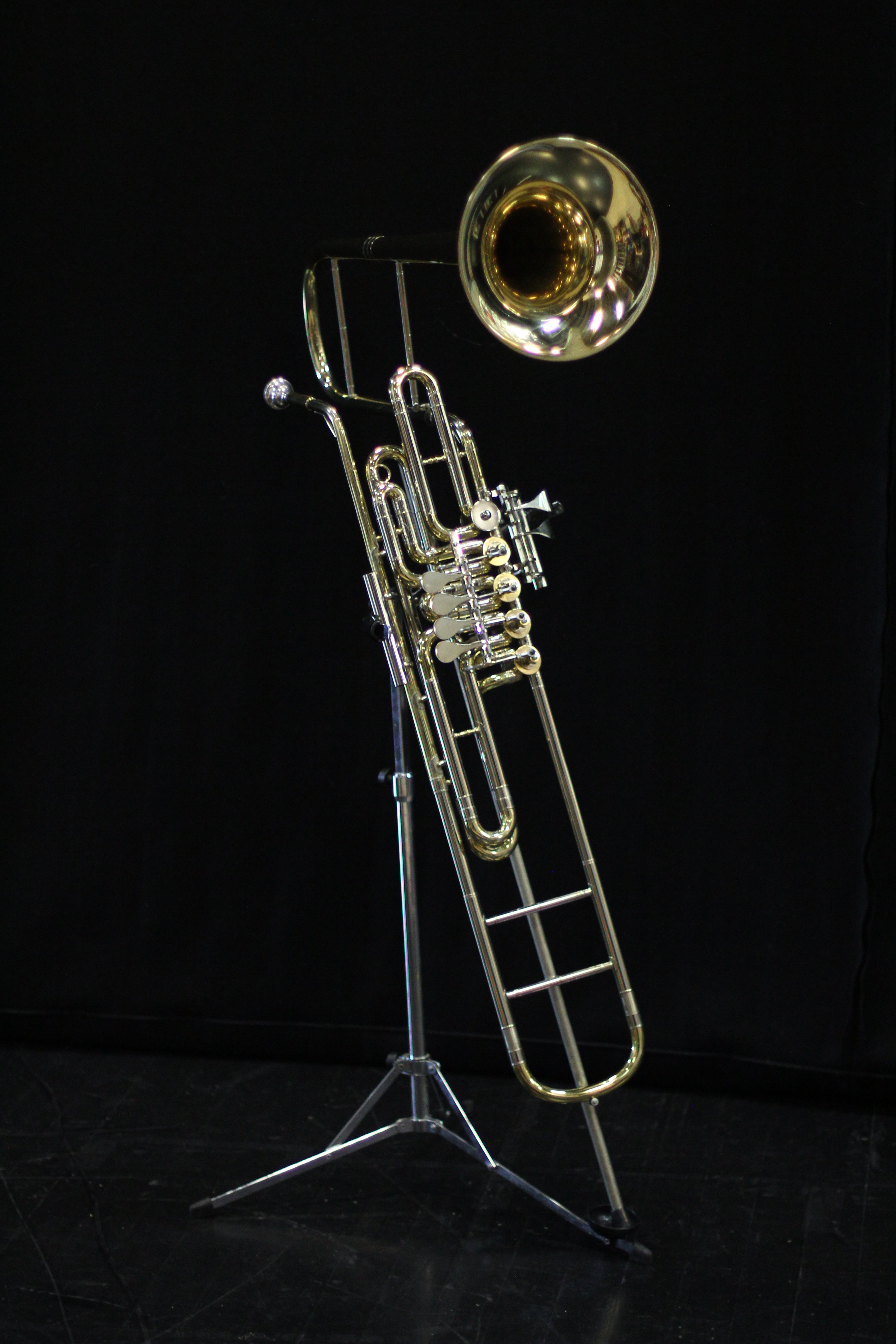
現代のF管チンバッソ

チンバッソ（Cimbasso）は、金管楽器の一種。低音用のバルブトロンボーンで、通常5 - 6個のバルブを持ち、縦置きにして演奏する。とくにヴェルディの音楽に使われることで知られる。

## 概要
現在チンバッソと呼ばれる楽器は通常F管で、管長約340cmの大きな楽器である。チェロのようにエンドピンがついており、縦置きで演奏するが、ベルはトロンボーンと同様に前方を向く。マウスピースはチューバのものと同じであり、通常はチューバ奏者が演奏する。
右手で動かす4つのバルブは他の金管楽器と同様の機能を持つ（それぞれ全音、半音、1.5音、2.5音低くなる）。左手で操作するバルブは補正用で、第5バルブは全音より少し低く、第6バルブ（もしあれば）は半音より少し低くなる。たとえば完全五度（3.5音）下げるときには1番と4番の組みあわせでは音が高くなってしまうので、4番と5番を組みあわせる。これによってペダルトーンのF1までのすべての半音を出すことができる。

## 歴史

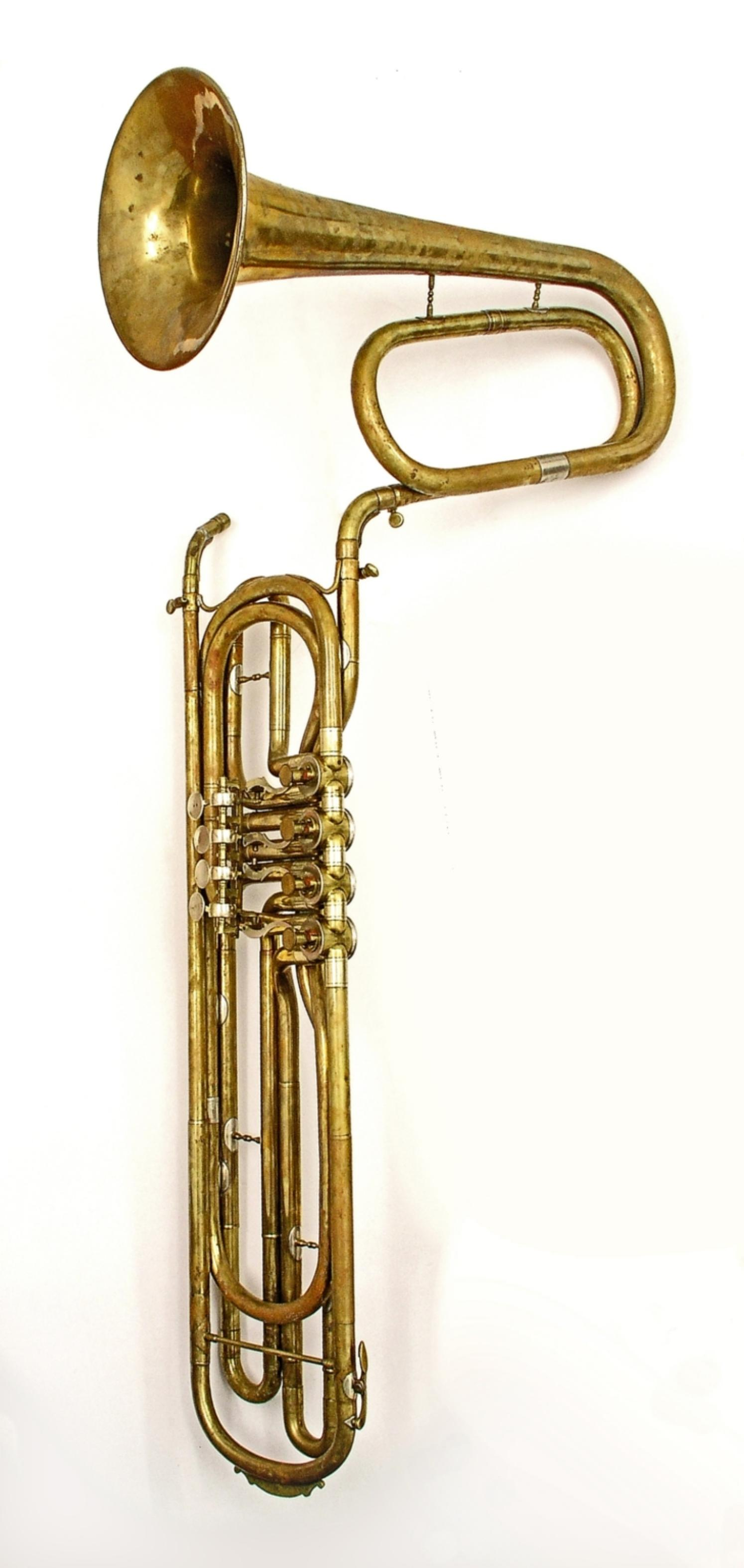
20世紀前半のBBb管チンバッソ

チンバッソと呼ばれる楽器の歴史は非常に混乱している。この語の正確な由来は明らかでないが、おそらく「低音金管楽器」を意味するイタリア語の「corno in basso」を略して「c. in basso」と書いたことに由来する。この語は19世紀はじめからイタリアで用いられているが、当時は特定の楽器を指したわけではなく、最低音の金管楽器全般に対して広く用いられた語だった。
ジュゼッペ・ヴェルディは最初のオペラ『オベルト』（1839年）以来「チンバッソ」のパートをスコアに使用しているが、初期の作品はおそらく「ロシア式ファゴット (fagotto russo)」と呼ばれたセルパンの一種で演奏された。おそらく1841年ごろからはオフィクレイドが使われた。やがてオフィクレイドにかわってボンバルドンという3本ピストンのF管の金管楽器が使われるようになり、この楽器も「チンバッソ」と呼ばれたが、ヴェルディはこの楽器の音色に不満で、かわりに低音のトロンボーンを追加する案を1872年のリコルディあての手紙で述べている。当時のイタリアのトロンボーンはB♭管のテノール2本とF管のバス1本という組み合わせで、いずれもバルブ式だった。
1881年、ヴェルディはミラノの楽器製作者 ペリッティのもとを訪れ、バルブ式のバストロンボーンを特注した。ただし、このときのバストロンボーンは現在チンバッソと呼ばれる楽器とは異なり、4つのバルブを持つBB♭管のコントラバストロンボーンだった。それ以降、ヴェルディは『オテロ』と『ファルスタッフ』にこのバストロンボーンを使用した。また、それ以前のヴェルディ作品についてもチンバッソのパートをこのバストロンボーンで演奏することが多くなった。ヴェルディ以外ではジャコモ・プッチーニもこのバストロンボーンを使用した。イタリアの各オーケストラで広くこのバストロンボーンが採用され、少なくともイタリアでチューバが一般的になる1920年代まで使われ続けた。
その後、スライド式トロンボーンが国際的に普及してバルブ式トロンボーンは衰えたが、ヴェルディのトロンボーンの半音階的な書法に対応した楽器をベルリン・コーミッシェ・オーパーから注文されたハンス・クーニッツは1959年に新しいトロンボーンをデザインし、アレキサンダー社によって製造された。この楽器は「チンバッソ・バストロンボーン」と命名されたが、2つのバルブを持つF管のスライド式トロンボーンだった。1980年代中頃、タイン社によってやはりF管で4-5個のバルブをもつバルブ式トロンボーンが製造され、「チンバッソ」と名づけられた。現在チンバッソと呼ばれる楽器はタインのデザインにもとづいている。この楽器は実際にヴェルディが使用したものとは異なるが、ヴェルディやプッチーニの作品を演奏するために使われている。